# بزل مفصل
در پزشکی به بیرون کشیدن مایع داخل مفصل با استفاده از سوزن، بَزل مفصل، پونکسیون مفصلی یا بَندآهنج (به انگلیسی: Arthrocentesis) می‌گویند. واژه بزل به معنای ایجاد سوراخ و بیرون آوردن مایع است.
بزل مفصل عبارت است از ورود به فضای داخل مفصلی با سوزن، و آن را پونکسیون یا سوراخ کردن مفصل نام نهاده‌اند. معادل‌های آن را می‌توان آرتروسنتز، تزریق مفصلی و آسپیراسیون مفصلی دانست و نباید آن را با آرتروسکپی که روش جراحی دیگری است اشتباه گرفت.
پونکسیون مفصل به‌طور عمده به دو هدف انجام می‌شود:اقدام تشخیصی و درمانی.

## پاتوفیزیولوژی
مفصل‌ها به‌خصوص مفصل سینوویال دارای یک لایه بافت همبندی با سلول‌های ترشحی است این سلول‌ها به‌طور مرتب مایع مفصلی را ترشح و سپس جذب نموده و به تغذیه غضروف مفصلی کمک می‌کنند. برای بررسی مایع مفصلی و بیماری‌های بافت سینوویوم و غضروف در پاره‌ای از مواقع لازم می‌آید از آن‌ها نمونه برداری شود.

## موارد استفاده
بزل مفصل برای موارد تشخیصی یا درمانی انجام می‌شود.

### اقدام تشخیصی
- آزمایش مایع مفصلی. وقتی علائم بالینی دیگر تشخیص را مسلم نمی‌کند، لازم است جهت تشخیص احتمال عفونت و نیز بیماری‌های رماتیسمی و نقرس، پونکسیون مفصل انجام شود.
- بافت‌برداری. در پاره‌ای از مواقع برای اثبات بیماری‌های مفصل، مانند بیماری‌های رماتیسمی یا تومورها پونکسیون لازم می‌گردد. در این روش، پونکسیون از طریق سوزن‌های مخصوص بافت‌برداری انجام می‌شود.[۴][۶]

### اقدام درمانی
- تخلیه مایع و خون. خارج کردن خونریزی‌ها و آب‌ آوردن های مفصلی از طریق پونکسیون، از اقدامات درمانی است زیرا ترشح بیش از حد مایع مفصلی که در اثر تحریک سینوویوم به وجود آمده و نیز خونریزی‌های داخل مفصل باعث اختلال تغذیه غضروف می‌شوند.
- تزریق کورتیکواستروئیدها. تزریق داخل مفصلی انواع کورتیکواستروئیدها به‌طور وسیعی در بیماری‌های التهابی مفصل مثل آرتریت روماتوئید کاربرد دارد. این تزریق برای کاهش التهاب مفصل و کاهش تورم و درد بیمار مفید است. در آرتروز اولیه نیز در پاره‌ای از مواقع که التهاب و تورم مفصل شدید است، استفاده می‌شود ولی باید توجه داشت که تزریق مکرر آن در مفصل باعث تخریب تدریجی غضروف باقی مانده می‌شود و این موضوع در مطالعات حیوانی اثبات شده‌است و در هر صورت با فاصله کمتر از سه ماه نباید تزریق گردد.[۷]
- تزریق هیالورونان. تزریق داخل مفصلی ترکیبات اسید هیالورونیک در آرتروز انجام می‌شود. کارآزمایی‌های بالینی نتایج مشخصی بدست نداده است و در بعضی از مطالعات اثرات درمانی آن شبیه به استفاده از کورتیکواستروئیدها بوده.[۸]
- پی آر پی. تزریق پلاسمای غنی از پلاکت از روش‌های دیگری است که به وسیلهٔ پونکسیون مفصل می‌توان به کار بست. در بیماران دچار آرتروز، خون سانتریفیوژ شده بیمار را به مفصل تزریق می‌کنند. تاکنون در مطالعات مبتنی بر شواهد مفید بودن آن اثبات نشده‌است.[۹]
- سایر داروها. در بعضی مداخله‌های درمانی داروها را مستقیماً وارد مفصل می‌کنند، در این مداخلات سوزن وارد فضای مفصلی شده و دارو تزریق می‌گردد. به‌طور مثال در دردهایی که علت آن آزردگی مفاصل بین مهره‌ای پشتی است پزشک به‌کمک فلوروسکپی سوزن را وارد کرده و داروی بی‌حس‌کننده را تزریق می‌نماید.[۱۰][۱۱]

.

## روش
بزل مفصل یک مداخله جراحی بحساب می‌آید و کلیه مقررات و دستورالعمل‌های جراحی به‌خصوص رعایت شرایط سترونی الزامی است و پونکسیون توسط پزشک یا پرستار تعلیم دیده انجام می‌گردد. برای هر مفصل ورودی‌های بخصوصی وجود دارد که پزشک با آن‌ها آشنا است.

## عوارض
عارضه مهم و عمده پونکسیون مفصلی امکان آلودگی و عفونت است. هرچند احتمال آن کم است ولی نیازمند رعایت دقیق شرایط سترونی در حین تزریق است. برحسب گزارش‌های مختلف، احتمال وقوع آن یک مورد در هر ۵۰۰۰۰ تزریق می‌باشد.